# GLUT-4
GLUT-4 is een koolhydraat-transporter behorend tot de GLUT transporters. Het eiwit bevindt zich in spier- en vetcellen. Het staat onder de invloed van insuline. Insuline zorgt voor een verhoging van het aantal GLUT-4 eiwitten aan het celoppervlak.
Kan invloed hebben op diabetes mellitus.
GLUT-4 bevindt zich op chromosoom 17 van het menselijk genoom.